# Grace Lake
Grace Lake är en sjö i Antarktis. Den ligger i Östantarktis. Australien gör anspråk på området. Grace Lake ligger 3 meter över havet.